# بينداميوستين
البينداموستين أو البينداميوستين (بالإنجليزية: Bendamustine)‏ ويُباع تحت الاسم التجاري تراندا وغيرها، هو العلاج الكيميائي المستخدم في علاج سرطان الدم الليمفاوي المزمن، ولعلاج اورام النخاع العظمي المتعدد، وسرطان الغدد اللمفاوية لاهودجكينية.  يتم إعطاءه عن طريق الحقن في الوريد.
وتشمل الآثار الجانبية الشائعة انخفاض عدد خلايا الدم والحمى والغثيان والإسهال وفقدان الشهية والسعال والطفح الجلدي. وتشمل الآثار الجانبية الشديدة الأخرى ردود الفعل التحسسية وزيادة خطر العدوى. ومن المعروف أن استخدامه في الحمل يؤدي لإيذاء الطفل.
وهو يعمل عن طريق التدخل في وظيفة الحمض النووي 
تمت الموافقة على بنداموستين للاستخدام الطبي في الولايات المتحدة في عام 2008. وهو مدرج في قائمة الأدوية الأساسية النموذجية لمنظمة الصحة العالمية وهي الأدوية الأكثر فعالية وآمنة اللازمة في النظام الصحي. التكلفة في المملكة المتحدة حوالي 275.81 جنيه لكل 100 ملغ. كانت مصنوعة أصلا من مركبات النيتروجين.

## الاستخدامات الطبية
لقد تم استخدام البينداموستين كمصدر رئيسي للعلاج بالإضافة مع عدة ادوية أخرى بما في ذلك إتوبوسيد، فلودارابين، ميتوكسانترون، ميثوتركسيت، بريدنيزون، ريتوكسيماب، فينكريستين و 90 Y- إبريتوموماب تيوكسيتان.

### سرطان الغدد الليمفاوية
يستخدم هذا المزيج من الادوية لعلاج الاورام المتعلقة بالجهاز الليمفاوي، والذي يتكون غالبا من بينداموستين مع ميتوكسانترون وريتوكسيماب.
في ألمانيا في عام 2012 أصبح أول علاج للاختيار من أجل سرطان الغدد الليمفاوية. بعد أن أظهرت نتائج التجربة في يونيو 2012 أنه أكثر من ضعف المرضى على قيد الحياة لكن بدون تقدم، عندما أعطي الدواء جنبا إلى جنب مع ريتوكسيماب.  التركيبة أيضا قللت من الآثار الجانبية للمرضى المصابة مقارنة مع استخدام الاسلوب القديم للعلاج.

## الآثار السلبية
ردود الفعل السلبية الشائعة هي نتيجة المركبات النيتروجينية الموجودة في الدواء، وتشمل الغثيان والتعب والقيء والإسهال والحمى والإمساك وفقدان الشهية والسعال والصداع وفقدان الوزن غير المقصود، وصعوبة في التنفس والطفح الجلدي، والتهاب الفم، فضلا عن ضعف المناعة، وفقر الدم، وانخفاض عدد الصفائح الدموية. ومن الجدير بالذكر أن هذا الدواء لديه نسبة منخفضة لحدوث تساقط الشعر، على عكس معظم أدوية العلاج الكيميائي الأخرى.

### تحذير
محلول البينداموستين غير مناسب لاعطاء مفعوله في اجهزة الجسم المغلقه حيث أصدرت إدارة الغذاء والدواء تحذيرا في 11 مارس 2015 عدم استخدام حل بينداموستين لعلاج اجهزة الجسم المغلقة، مثل استخدام ابر الحقن التي تحتوي إما  البوليكاربونيت أو الأكريلونيتريل-بيوتاديين ستايرين، بسبب عدم التوافق مع N- ثنائي ميثيل أسيتاميد.
التقييم:
هذا يمكن أن يؤدي إلى فشل الجهاز، وتلوث المنتج المحتمل، والآثار الصحية السلبية الخطيرة المحتملة، بما في ذلك ردود فعل الجلد لمهنيين الرعاية الصحية اثناء إعداد وإدارة هذا المنتج، وخطر انسداد الأوعية الدموية الصغيرة للمرضى.
التوصيات:
على الفور، يجب وقف استخدام أي نوع دواء اخر،
فقط استخدام محاقن البولي بروبلين مع بينداموستين.هذه المحاقن شفافة في المظهر.استمر في استخدام جميع الاحتياطات الوقائية والسلامة الشاملة للأدوية الخطرة عند إعداد وإدارة بينداموستين.

## علم العقاقير
بينداموستين هو مسحوق ميكروكريستالين أبيض قابل للذوبان في الماء. ويمكن ان يدخل في تركيب الروابط الداخلية بين قواعد الحمض النووي (DNA).
بعد حقن الدواء في الوريد، يبدأ تأثيرة في الكبد عن طريق ارتباطة بكروموسوم p450 . أكثر من 95% من الدواء يرتبط مع البروتينات (غالبا بروتين البومين). فقط مركبات البينداموستين الحرة تكون نشطة وفعالة.
للقضاء على ثأثير الدواء وهو ثنائي الطور مع نصف عمر 6-10 دقائق ونصف العمر الانتهائي حوالي 30 دقيقة. ويتم القضاء عليه في المقام الأول من خلال الكلى.

## التاريخ
تم تصنيع بينداموستين لأول مرة في عام 1963 من قبل أوزيغوسكي وكريبس في ألمانيا الشرقية (جمهورية ألمانيا الديمقراطية السابقة). حتى عام 1990 كانت متاحة فقط في ألمانيا الشرقية. وجد المحققون في ألمانيا الشرقية أنه كان مفيدا لعلاج سرطان الدم الليمفاوي المزمن، ومرض هودجكين، وسرطان الغدد الليمفاوية غير هودجكين، وسرطان النخاع العظمي المتعدد وسرطان الرئة.
تلقى بينداموستين أول موافقة تسويق له في ألمانيا، حيث يتم تسويقه تحت اسم تجاري ريبوموستين، تم ترخيصة من قبل  شركة منديفارما الدولية المحدودة. ويشار إلى أنه دواء واحد أو في تركيبة مع العوامل المضادة للسرطان الأخرى غير هودجكين في سرطان الغدد الليمفاوية، سرطان النخاع العظمي المتعدد، وسرطان الدم الليمفاوي المزمن. تمتلك شركة سيمبيو للادوية المحدودة حقوقا حصرية لتطوير وتسويق حمض الهيدروكلوريك بينداموستين في اليابان واختيار دول آسيا والمحيط الهادئ.
في مارس 2008، تلقى سيفالون موافقة من إدارة الغذاء والدواء الأمريكية لتسويق بينداموستين في الولايات المتحدة، حيث يباع تحت الاسم التجاري ترياندا، لعلاج سرطان الدم الليمفاوي المزمن.
في أكتوبر 2008، منحت إدارة الاغذية والعقاقير مزيد من الموافقة على تسويق تيراندا لعلاج سرطان الغدد الليمفاوية B خلية غير هودجكين التي تقدمت خلال أو في غضون ستة أشهر من العلاج مع ريتوكسيماب أو نظام يحتوي على ريتوكسيماب.

## ابحاث
ويجري أيضا دراستها لعلاج الساركوما (سرطان النسيج الضام). ويجري أيضا التحقيق في التجارب لعلاج امراض غير السرطان مثل اضطراب ترسب الاميلويد في الجسم.

## روابط إضافية
- Manufacturer's website (US)